# Гніздилово (Желєзногорський район)
Гніздилово (рос. Гнездилово) — присілок в Желєзногорському районі Курської області Російської Федерації.
Населення становить 113 осіб. Входить до складу муніципального утворення Троицька сільрада.

## Історія
Населений пункт розташований на території українського етнічного та культурного краю Східна Слобожанщина.
Від 2004 року входить до складу муніципального утворення Троицька сільрада.

## Населення
1. Н/Д[2]